# Turnering
En turnering är en tävlingsform antingen i form av seriespel (liga eller serie) eller direktutslagning (cup), där syftet är att med hjälp av ett rankningssystem eller utslagsmatcher såsom kvartsfinaler, semifinaler och final, kora en vinnare av någon typ av tävling.
En turnering inbegriper ett antal konkurrerande deltagare, individuella eller lag, och förekommer främst i tre överlappande former:
1. En tävling med ett relativt stort antal deltagare som hålls på en och samma plats under en relativt kort tidsperiod, till exempel en helg eller en vecka.
2. En tävling med ett relativt fåtal antal deltagare men som innefattar ett flertal matcher som spelas på olika platser och över en längre period, till exempel ett år eller säsong.
3. En ny tävlingsform, E-sport, där deltagarna tävlar mot varandra uppkopplade via datornätverk eller internet.

En golfturnering, till exempel The Open Championship, pokerturnering är exempel på den första och en fotbollsturnering, till exempel fotbollsallsvenskan är ett exempel på den andra. 
I en cup kan antalet deltagare från början kan variera, vanligast förekommande är antalet 32 eller 64 (som går jämnt ut) vilka slås ut i olika tävlingsomgångar. I den engelska FA-cupen deltar över 700 lag varje säsong i ett antal omgångar där förlorande lagen i varje omgång slås ut till det bara återstår åtta deltagare i kvartsfinalomgången, fyra deltagare i semifinalomgången och där vinnaren av de två lagen i finalen koras som slutlig vinnare av turneringen.
I seriespel är antalet deltagare förutbestämt, oftast ett jämnt antal då de ofta möts två gånger, vanligen 12, 14 eller 16, även 18 och 20 är vanligt, främst i större länder, bland annat i Spanien, England och Frankrike, där den koras till vinnare som har uppnått den högsta rankningen (flest poäng) vid seriens slut, det vill säga då samtliga deltagare spelat lika många matcher. Se till exempel Fotbollsallsvenskan 2013.  

## E-sportturneringar
E-sporter anordnas också ofta i turneringar, där potentiella spelare och lag tävlar om en plats i kvalmatcher innan de går in i en turnering. Därefter kan turneringsformaten variera från enkel- eller dubbeleliminering, ibland hybrid med gruppspelet. E-sportturneringar är nästan alltid fysiska evenemang som äger rum inför publik, med domare eller funktionärer som övervakar fusk. En turnering kan vara en del av en större sammankomst som Dreamhack, eller så kan en tävling vara hela evenemanget som World Cyber Games eller Fortnite World Cup. E-sporttävlingar har också blivit ett populärt inslag på spel- och multigenrekonvent. 
Från och med Cyberathlete Professional League 1997 har turneringarna blivit mycket större och företagssponsring har blivit allt vanligare. Ökningen av antalet tittare både på plats och på nätet har gjort e-sporten tillgänglig för en bredare publik. Bland de större turneringarna kan nämnas World Cyber Games, North American Major League Gaming league, French Electronic Sports World Cup och World e-Sports Games som hölls i Hangzhou, Kina. 
E-sport är en bransch med prispotter på flera miljoner dollar. För väletablerade spel kan den totala prispotten uppgå till miljontals dollar per år. Den genomsnittliga ersättningen till professionella cyberidrottare står sig inte väl i jämförelse med ersättningen till världens ledande klassiska idrottsorganisationer. Enligt webbplatsen Julian Krinsky Camps & Programs tjänade världens bästa cyberatlet cirka 2,5 miljoner dollar 2017.